# Pedro Rabelo
Pedro Carlos da Silva Rabelo (Rio de Janeiro, 19 de outubro de 1868 — Rio de Janeiro, 27 de dezembro de 1905) foi um jornalista, contista e poeta brasileiro, membro fundador da Academia Brasileira de Letras.
Desde jovem colaborava na imprensa e firmou seu nome como jornalista, participando, antes dos vinte anos, da campanha abolicionista. Estava presente nas rodas boêmias de então e seus amigos mais próximos eram Pardal Mallet, Olavo Bilac e Guimarães Passos. Como todos os do grupo, colaborou em inúmeros jornais. Faleceu com apenas 37 anos, tendo poucas obras publicadas.

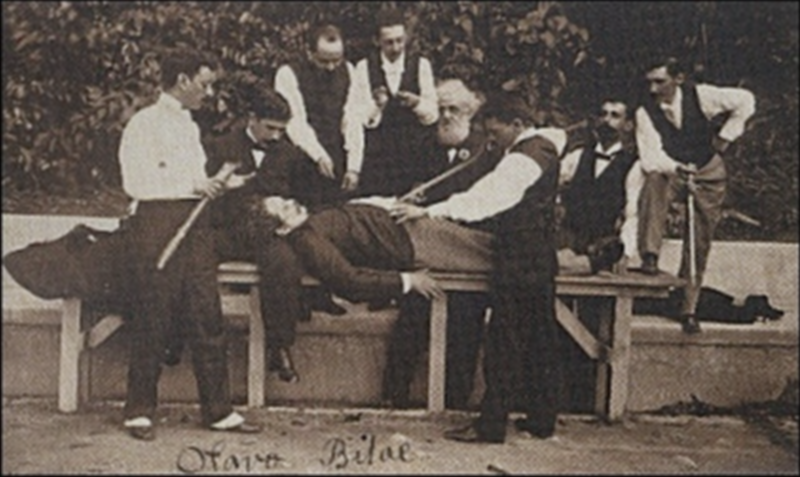
Fotografia originalmente pertencente a Olavo Bilac, com sua assinatura, em que intelectuais que participaram da fundação da Academia Brasileira de Letras encenam a Lição de Anatomia, quadro do pintor holandês Rembrandt. Da esquerda para a direita: Olavo Bilac, Leôncio Correia, Henrique Holanda, Pedro Rabelo, o doutor Pederneiras, Álvaro de Azevedo Sobrinho e Plácido Júnior. O autopsiado é Artur Azevedo, sendo o legista, que o opera com o sabre emprestado pelo oficial da ronda, Coelho Neto.

## Obras
- Ópera lírica, poesia (1894)
- Alma alheia, contos (1895)
- Filhotadas, versos humorísticos (1898)
- Casos alegres: histórias para gente sorumbática (1905)

## Academia Brasileira de Letras
Partícipe das reuniões de instalação da Academia Brasileira de Letras, fundou a cadeira 30, indicando como seu patrono o amigo de todas as horas, Pardal Mallet, que falecera dois anos antes.